# Lomanius tridens
Lomanius tridens is een hooiwagen uit de familie Podoctidae.